# Großsteingrab Ahrenshöft
Das Großsteingrab Ahrenshöft ist eine nur in Resten erhaltene megalithische Grabanlage der jungsteinzeitlichen Nordgruppe der Trichterbecherkultur bei Ahrenshöft im Kreis Nordfriesland in Schleswig-Holstein. Es trägt die Fundplatznummer Ahrenshöft LA 6.

## Lage
Das Grab befindet sich nordöstlich von Ahrenshöft, nur wenige Meter südlich der Gemeindegrenze zu Bohmstedt auf einem Feld, direkt an der Ostseite eines Entwässerungsgrabens. Etwa 100 m nordwestlich liegt das Großsteingrab Bohmstedt LA 20. In der näheren Umgebung der beiden Großsteingräber gibt es mehrere Grabhügel.

## Beschreibung

### Architektur
Die Anlage besitzt ein ostsüdost-westnordwestlich orientiertes Hünenbett, von dem nur noch der östliche Teil erhalten ist. Zu den Maßen des Betts liegen keine Angaben vor. Der Hügel weist zahlreiche Eingrabungen auf. Von der Umfassung sind nur noch zwei Steine an der östlichen Schmalseite erhalten. Im überpflügten Westteil des Betts wurden bei einer Feldbegehung zahlreiche Stücke gebrannten Feuersteins gefunden, die vom Bodenpflaster einer zerstörten Grabkammer stammen. Maße, Orientierung und Typ der Kammer lassen sich nicht mehr rekonstruieren.

### Funde
Im Bereich der Feuersteinkonzentration wurden bei der Feldbegehung drei Keramikscherben gefunden.